# Godinje

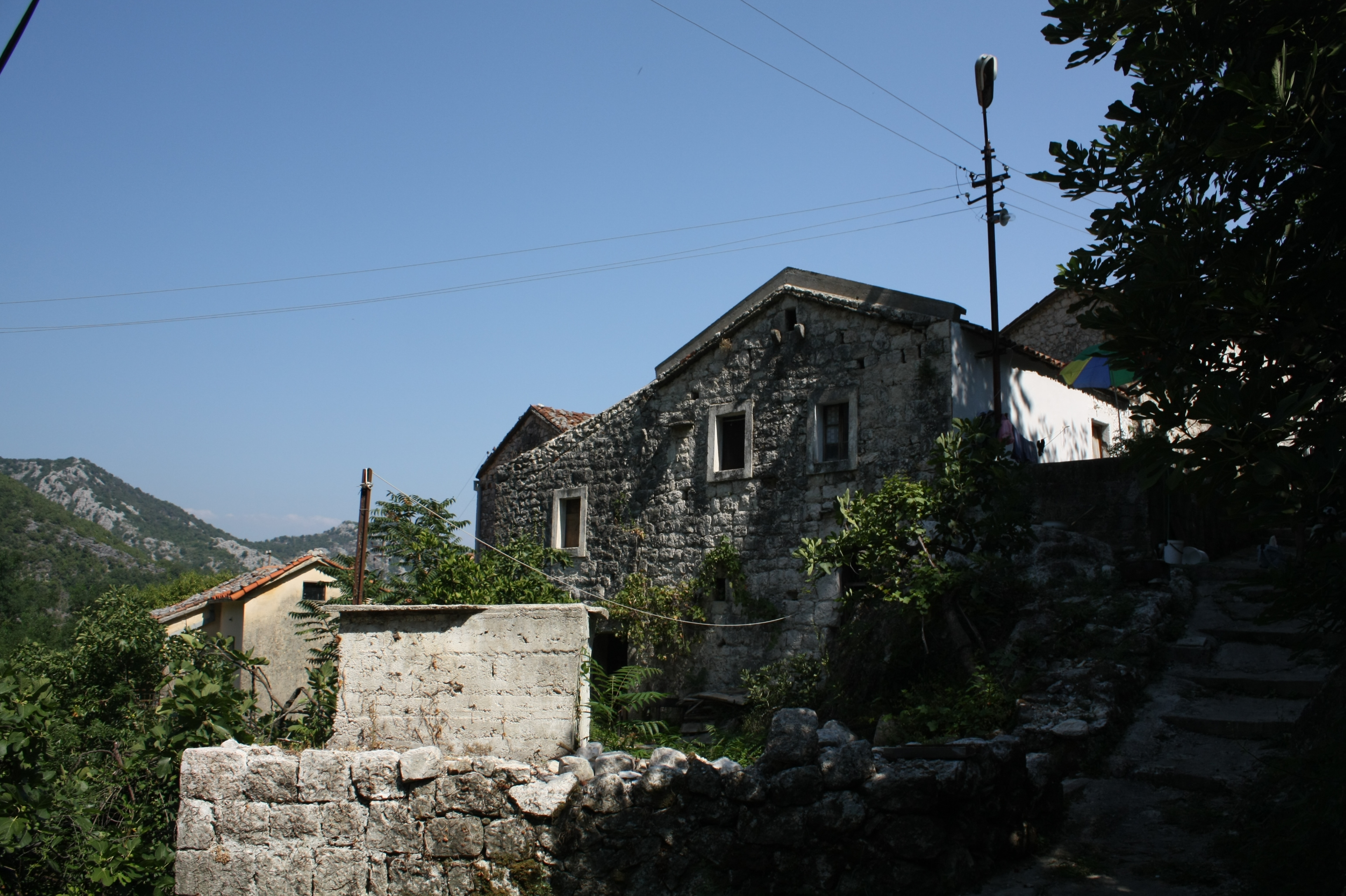
Stará část vesnice

Godinje (v cyrilici Годиње) je vesnice v Černé Hoře v obci Bar v regionu Crmnica (Crmnička nahija). Rozkládá se na kopci nad Skadarským jezerem. Pochází odtud černohorské klany Lekovići a Nikač. V roce 2003 zde žilo 60 obyvatel. Zdejší populaci tvoří především Černohorci (75 %) a Srbové (20 %).